# SIX1
SIX1 (англ. SIX homeobox 1) — білок, який кодується однойменним геном, розташованим у людей на короткому плечі 14-ї хромосоми. Довжина поліпептидного ланцюга білка становить 284 амінокислот, а молекулярна маса — 32 210.
| 10         |  | 20         |  | 30         |  | 40         |  | 50         |
| ---------- |  | ---------- |  | ---------- |  | ---------- |  | ---------- |
| MSMLPSFGFT |  | QEQVACVCEV |  | LQQGGNLERL |  | GRFLWSLPAC |  | DHLHKNESVL |
| KAKAVVAFHR |  | GNFRELYKIL |  | ESHQFSPHNH |  | PKLQQLWLKA |  | HYVEAEKLRG |
| RPLGAVGKYR |  | VRRKFPLPRT |  | IWDGEETSYC |  | FKEKSRGVLR |  | EWYAHNPYPS |
| PREKRELAEA |  | TGLTTTQVSN |  | WFKNRRQRDR |  | AAEAKERENT |  | ENNNSSSNKQ |
| NQLSPLEGGK |  | PLMSSSEEEF |  | SPPQSPDQNS |  | VLLLQGNMGH |  | ARSSNYSLPG |
| LTASQPSHGL |  | QTHQHQLQDS |  | LLGPLTSSLV |  | DLGS       |  |            |

A: Аланін

C: Цистеїн

D: Аспарагінова кислота

E: Глутамінова кислота

F: Фенілаланін

G: Гліцин

H: Гістидин

I: Ізолейцин

K: Лізин

L: Лейцин

M: Метіонін

N: Аспарагін

P: Пролін

Q: Глутамін

R: Аргінін

S: Серин

T: Треонін

V: Валін

W: Триптофан

Кодований геном білок за функціями належить до репресорів, активаторів, білків розвитку, фосфопротеїнів. 
Задіяний у таких біологічних процесах, як апоптоз, транскрипція, регуляція транскрипції. 
Білок має сайт для зв'язування з ДНК. 
Локалізований у цитоплазмі, ядрі.